# Ebo-no-kata
Het ebo-no-kata is een stijloefeningen (kata) uit het Jiu Jitsu die in de jaren tachtig van de twintigste eeuw werd ontwikkeld door Mario den Edel (e) en Wim Boersma (bo). Boersma was op dat moment de hoogst gegradueerde jiujitsuka in Nederland.
Het is onderdeel van het 1e dan examen volgens de eisen van de Judo Bond Nederland.
Het kata bestaat uit 4 series van 5 verdedigingen en wordt uitgevoerd met een partner.

## Technieken
- Serie 1 - Verdediging tegen pakkingen
  - Polsaanval
  - Kledingaanval
  - Wurging van voren
  - Wurging van opzij
  - Kledingaanval van opzij

- Serie 2 - Verdediging tegen omvattingen
  - Middelaanval 1 (onder de armen)
  - Middelaanval 2 ( armen ingesloten)
  - Hoofdaanval van opzij
  - Hoofdaanval van voren
  - Hoofdaanval van achteren

- Serie 3 - Verdediging tegen stoten, slagen en schoppen
  - Rechte stoot met rechterarm naar het hoofd (tsuki)
  - Rechte stoot met de rechterarm naar de buik (gyaku tsuki)
  - Handkantslag (gyaku shuto)
  - Voorwaartse trap (Mae geri)
  - Ronde trap naar de buik (Mawashi geri)

- Serie 4 - Verdediging tegen gewapende aanvallen
  - Messteek van boven
  - Messteek naar de buik
  - Messteek van binnen naar de rechterzijde van hals
  - Stokslag van boven op het hoofd
  - Stokslag van buiten naar het hoofd